# Kaarlo Koskelo
Kaarlo Anton "Kalle" Koskelo (12 april 1888 - 21 december 1953) was een Fins worstelaar. Tijdens de Olympische Zomerspelen in 1912 won hij een gouden medaille in de categorie 'vedergewicht'.
Koskelo vocht tijdens de Eerste Wereldoorlog en de Finse Burgeroorlog, waarna hij in 1919 emigreerde naar Astoria in de Verenigde Staten. Daar werd hij een prominente lokale zakenman.